# Петрела Салто
Петрѐла Са̀лто (на италиански: Petrella Salto, на местен диалект la Petrèlla, ла Петрела) е село и община в Централна Италия, провинция Риети, регион Лацио. Разположено е на 786 m надморска височина. Населението на общината е 1271 души (към 2010 г.).